# Bob Stoops
Robert Anthony Stoops, född 9 september 1960, är huvudtränare för Oklahoma Sooners. 

## Titlar
1 National Championship (2000)
7 Big 12 Championships (2000, 2002, 2004, 2006-08,2010)